# 三連休乗車券
三連休乗車券（さんれんきゅうじょうしゃけん）は、東日本旅客鉄道（JR東日本）が発売していた、期間指定でJR東日本全線とJR北海道線一部区間、東北地方・関東地方・静岡県・山梨県・新潟県の一部私鉄・第三セクター線が乗り放題となる特別企画乗車券（トクトクきっぷ）である。2015年度をもって販売を終了し、2016年度からは三連休東日本・函館パスへ移行した。 

## 概要
2010年度から2012年度まで発売が行われていたスリーデーパスの後継として2013年度から発売されていたフリー乗車券である。
スリーデーパスと同様に、毎年7月から次の年の3月までの下記の日に限って発売していた。
- 土曜・日曜・月曜の祝日（ハッピーマンデー制度に該当する日、月曜日に祝日がある、振替休日）
  - 元日が日曜日、月曜日の場合、2016年からの山の日が日曜日、月曜日の場合を除く（ゴールデンウィーク、お盆、年末年始が発売対象外となるため[1]）
- 金曜の祝日・土曜・日曜（1月1日が金曜日となる場合を除く）
- いわゆるシルバーウィーク期間内の連続する3日間

### スリーデーパスとの相違点
- 利用開始日当日の購入が不可能になった。（利用開始日前日までの発売）
- いわゆる飛び石連休では採用されなくなった。
- 2014年5月12日以降、江差線木古内駅 - 江差駅間が廃止されたことに伴い利用不可となった。
- 2015年3月14日以降、北陸新幹線長野駅 - 金沢駅間開業に伴い、利用可能区間にJR東日本管轄の長野駅 - 上越妙高駅間が追加され、並行在来として第三セクター転換区間はえちごトキめき鉄道妙高はねうまラインの一部（直江津駅 - 新井駅間）のみが利用区間とされた。その他のえちごトキめき鉄道およびしなの鉄道北しなの線は利用不可となった。

## フリーエリア
2015年のフリーエリアは以下の通り
- 東日本旅客鉄道：全線
- 北海道旅客鉄道：津軽海峡線（海峡線・江差線・函館本線）中小国駅 - 函館駅間
- 青い森鉄道線：全線
- IGRいわて銀河鉄道線：全線
- 北越急行ほくほく線：全線
- 伊豆急行線：全線
- 三陸鉄道：全線
- 富士急行線：全線
- えちごトキめき鉄道：妙高はねうまライン直江津駅 - 新井駅間

※東海道新幹線や上記以外の鉄道会社・区間は利用できない。

## 発売期間と有効期限
- 発売期間：指定された利用開始日の1か月前から利用開始日前日まで。
- 使用期間：週末とその前後（金曜日もしくは月曜日）の国民の祝日の、連続した休日3日間（金・土・日または土・日・月）。
  - 2015年に関しては9月19日 - 23日の5連休があるためこの期間内の連続する3日間
- 2013年度の設定期間（【】内は発売期間）[2]
  - 2013年7月13日 - 15日【6月13日 - 7月12日】
  - 2013年9月14日 - 16日【8月14日 - 9月13日】
  - 2013年10月12日 - 14日【9月12日 - 10月11日】
  - 2013年11月2日 - 4日【10月2日 - 11月1日】
  - 2013年12月21日 - 23日【11月21日 - 12月20日】
  - 2014年1月11日 - 13日【12月11日 - 1月10日】
  - 2014年3月21日 - 23日【2月21日 - 3月20日】
- 2014年度の設定期間（【】内は発売期間）[3]
  - 2014年7月19日 - 21日【6月19日 - 7月18日】
  - 2014年9月13日 - 15日【8月13日 - 9月12日】
  - 2014年10月11日 - 13日【9月11日 - 10月10日】
  - 2014年11月22日 - 24日【10月22日 - 11月21日】
  - 2015年1月10日 - 12日【12月10日 - 1月9日】
- 2015年度の設定期間（【】内は発売期間）[1]
  - 2015年7月18日 - 20日【6月18日 - 7月17日】
  - 2015年9月19日 - 21日【8月19日 - 9月18日】
  - 2015年9月20日 - 22日【8月20日 - 9月19日】
  - 2015年9月21日 - 23日【8月21日 - 9月20日】
  - 2015年10月10日 - 12日【9月10日 - 10月9日】
  - 2015年11月21日 - 23日【10月21日 - 11月20日】
  - 2016年1月9日 - 11日【12月9日 - 1月8日】

## 価格
2014年度以降
- 大人 13,390円
- 小人 4,110円

2013年度
- 大人 13,000円
- 小人 4,000円